# Caiman nan de Schneider
El caiman nan de Schneider (Paleosuchus trigonatus) és una espècie de sauròpsid de la família dels al·ligatòrids; és el segon cocodril més petit del món. Es coneix amb els noms locals de cachirre i dirin-dirin (Amazònia peruana).
La seva distribució comprèn la conca de l'Amazones; des de Colòmbia i l'Equador fins al nord de Bolívia, cap a l'est fins a les Guayanas i desembocadura del ric Amazones al nord del Brasil.
L'alimentació de Paleosuchus trigonatus es basa de rèptils, aus i petits mamífers.